# Železniční trať Reichenau-Tamins – Disentis/Mustér
Železniční trať Reichenau-Tamins – Disentis/Mustér, známá také pod názvem Surselvalinie neboli Surselvská dráha je železniční trať v kantonu Graubünden ve východní části Švýcarska. Trať měří 49,31 km a ve stanici Reichenau-Tamins plynule navazuje na starší trať z Landquartu. Prochází údolím Předního Rýna (Vorderrhein) a pohořím Surselva, na které odkazuje i svým zažitým názvem. Trať zajišťuje zejména spojení kantonálního hlavního města Churu s oblastí Surselva a v konečné stanici Disentis/Mustér se stýká s dráhou přes průsmyk Oberalp (dříve Furka-Oberalp-Bahn). Trať provozuje Rhétská dráha (RhB). Stejně jako ostatní železnice RhB, je i tato postavena na rozchodu 1000 mm a od roku 1922 je elektrifikována střídavou napájecí soustavou 11 kV 16,7 Hz. V celostátním jízdním řádu trati náleží číslo 920.

## Historie

### Trať Reichenau-Tamins – Ilanz
První plány a myšlenky na stavbu horské nebo rýnské trati pocházejí z roku 1890. V té době požádal inženýr Marchion o koncesi na výstavbu a provozování železniční tratě z Reichenau do Disentisu. Marchion tehdy zkoumal celkem čtyři varianty trati z Reichenau do Ilanzu. Jednotlivé varianty začínaly buď v Reichenau, nebo v Bonaduzu:
- Bonaduz – Versam – Valendas: délka 14,7 km, dva velké viadukty, odhadované náklady na stavbu 6,2 milionu švýcarských franků
- Reichenau – Trin – Flims – Laax – Ilanz: délka 25,5 km, vrcholový tunel u Flims, odhadované náklady na stavbu 5,5 milionu švýcarských franků
- Reichenau – Trin – Conn – Laax – Ilanz: délka 23,7 km, několik viaduktů a dva tunely, odhadované náklady na stavbu 6,2 milionu švýcarských franků
- trať Rýnskou soutěskou: délka 19,3 km, nejvýhodnější trasa, odhadované náklady na stavbu 4,3 milionu švýcarských franků[2]

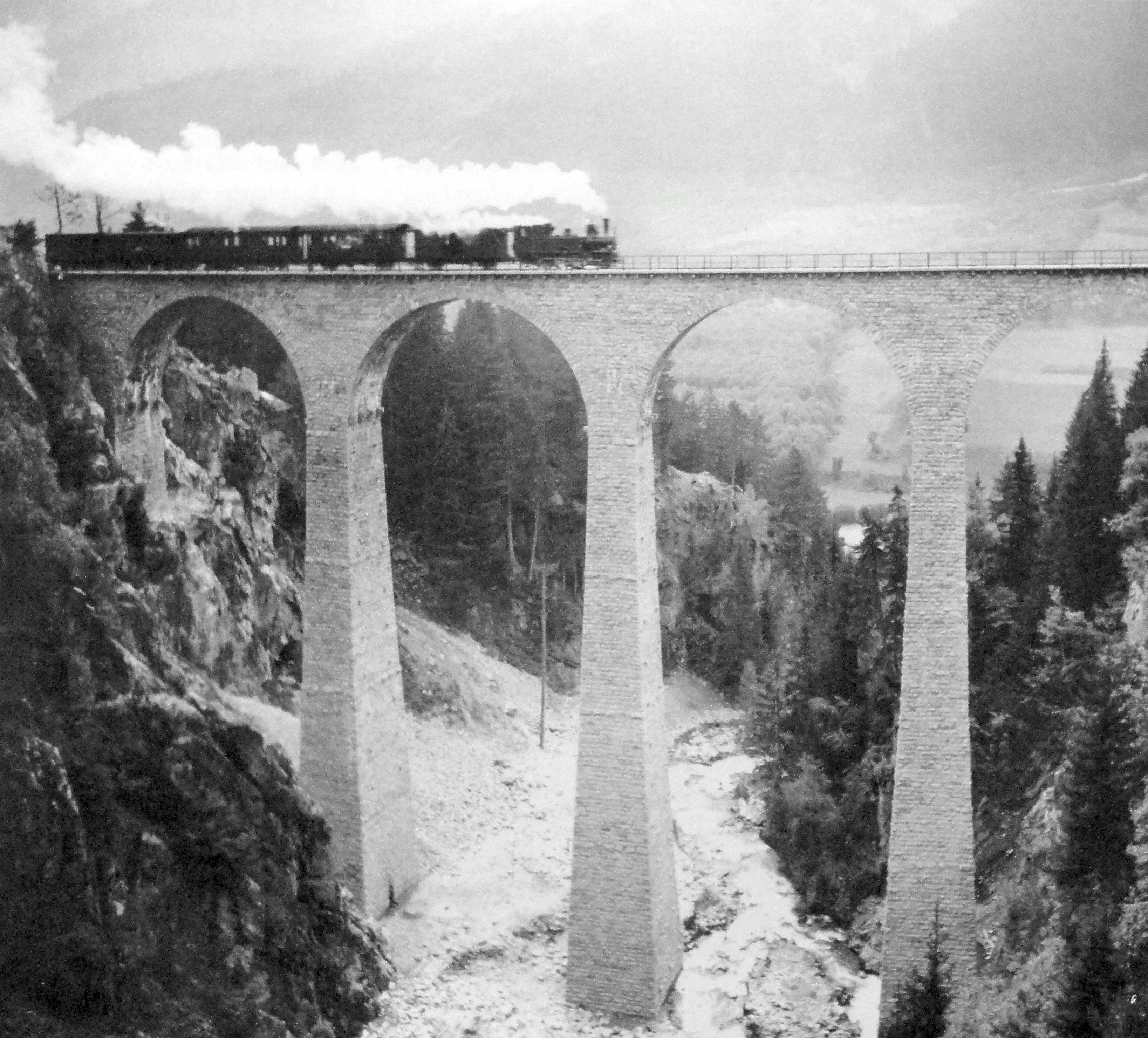
Viadukt Val Russein v počátcích provozu (1911)

Nakonec Marchion získal roku 1894 koncesi na trať Reichenau–Ilanz, ale 27. listopadu 1897 ji prodal Rhétské dráze. Ta pověřila hlavního inženýra R. Mosera, aby ještě jednou prověřil všechny čtyři varianty. Komise vedená profesorem Albertem Heimem z Curychu nakonec doporučila vybudovat druhou variantu přes Rýnskou soutěsku. Správní rada Rhétské dráhy rozhodla o výstavbě této trati 11. července 1898. Kromě toho RhB zvažovala také možnost prodloužení z Ilanzu dále podél Předního Rýna do Disentisu.
Stavební práce byly zahájeny na podzim roku 1900 pod vedením hlavního inženýra Friedricha Henningse, který ve stejné době řídil i stavbu Albulské dráhy. Trasu dlouhou 19,3 km rozdělil na tři části: Reichenau – Versam, Versam – Valendas-Sagogn, Valendas-Sagogn – Ilanz.
Rýnská soutěska působila stavebním dělníkům a inženýrům problémy, protože hornina je zde velmi křehká a řeka se v této oblasti při silných deštích nebo při tání sněhu silně vzdouvá. Kromě toho nebylo možné pro stavbu zdí a cest použít horninu z Rýnské soutěsky kvůli její nestabilitě, takže se všechny potřebné kameny musely dovážet ze vzdálenějších lomů. Pro usnadnění této činnosti postavil úsekový inženýr Peter Saluz stavební železnici s parním provozem a rozchodem kolejí 750 mm, která byla otevřena až v roce 1901.
Navzdory mnoha přerušením způsobeným sesuvy půdy a povodněmi stavební práce běžely podle plánu. Trať Reichenau-Tamins – Ilanz byla slavnostně otevřena 1. června 1903.

### Trať Ilanz – Disentis/Mustér

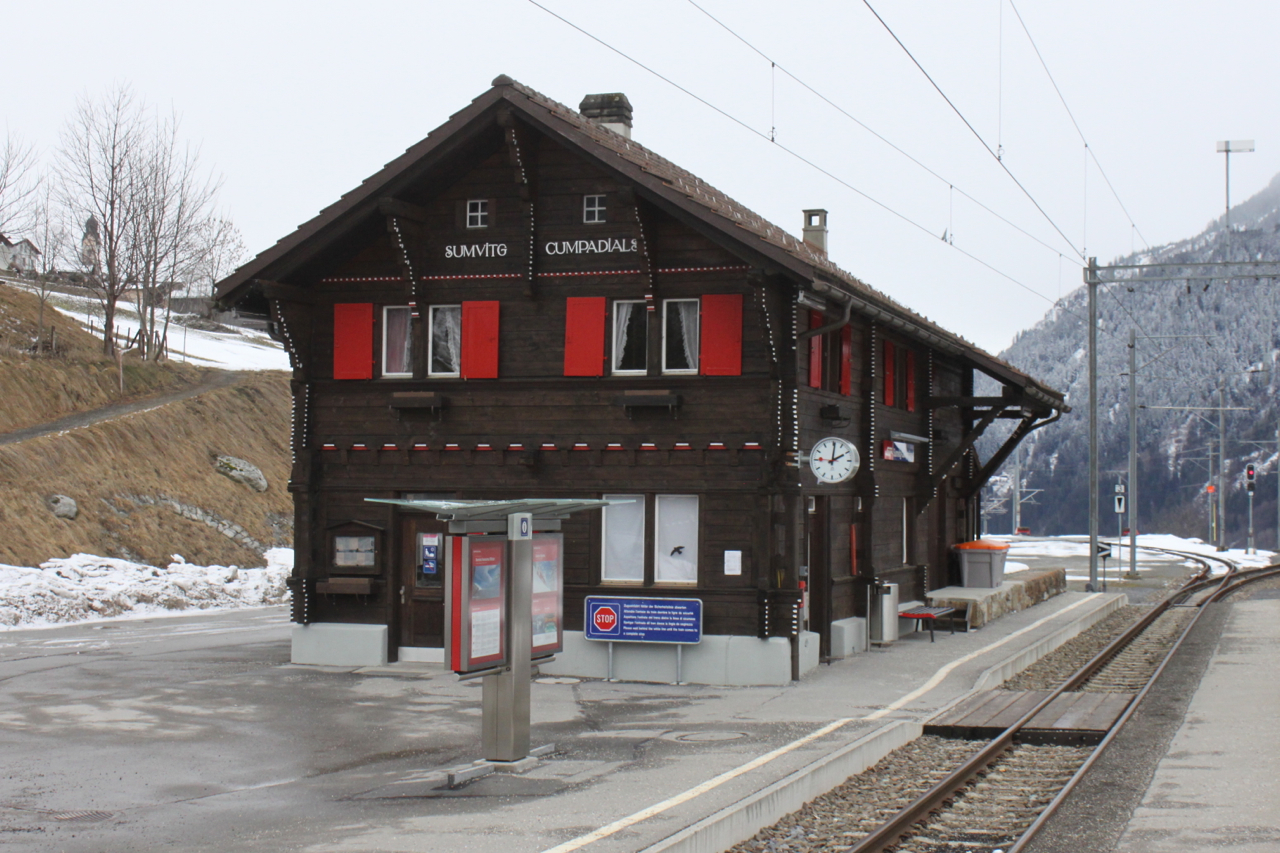
Typická dřevěná staniční budova na trati; zde stanice Sumvitg-Cumpadials

Trvalo celkem devět let, než mohlo být otevřeno také prodloužení horské trati z Ilanzu do Disentisu. Důvodem bylo, že další, ve stejné době projektované tratě Davos Platz – Filisur a Samedan–Pontresina měly vyšší prioritu, a proto byly práce na přípravě trati v údolí Předního Rýna prozatím postaveny. Inženýr Moser, který byl pověřen vypracováním plánů této trati, vycházel z plánů inženýra Marchiona, které předpokládaly vedení trati až k Trunu po pravém břehu Rýna a poté její vedení po severním svahu Surselvy do Disentisu. Konečný projekt nakonec vypracovala pařížská společnost Batignolles, jejíž projektovaná trasa třikrát překračovala Rýn, ale jinak se držela stávajícího projektu.
Stavební práce byly zahájeny 10. dubna 1910 pod vedením Petera Saluze, tentokrát již v roli hlavního inženýra. Úsek byl rozdělen na čtyři části: Ilanz–Petersbach, Petersbach–Trun, Trun – Sumvitg-Cumpadials, Sumvitg-Cumpadials –Disentis. První dva úseky nepředstavovaly větší obtíže, protože vedly po dně údolí a vyžadovaly pouze náspy a zářezy, když se trasa blížila k řece. Další dva úseky vyžadovaly konstrukci mnoha inženýrských staveb a tunelů. Na rozdíl od všech ostatních stanic byla stanice Disentis navržena jako větší, protože se již plánovalo otevření železniční tratě Furka-Oberalp. Protože stavební práce na celé trati postupovaly rychle, mohla být trať slavnostně otevřena 1. srpna 1912 po pouhých dvou letech výstavby.

## Popis trati

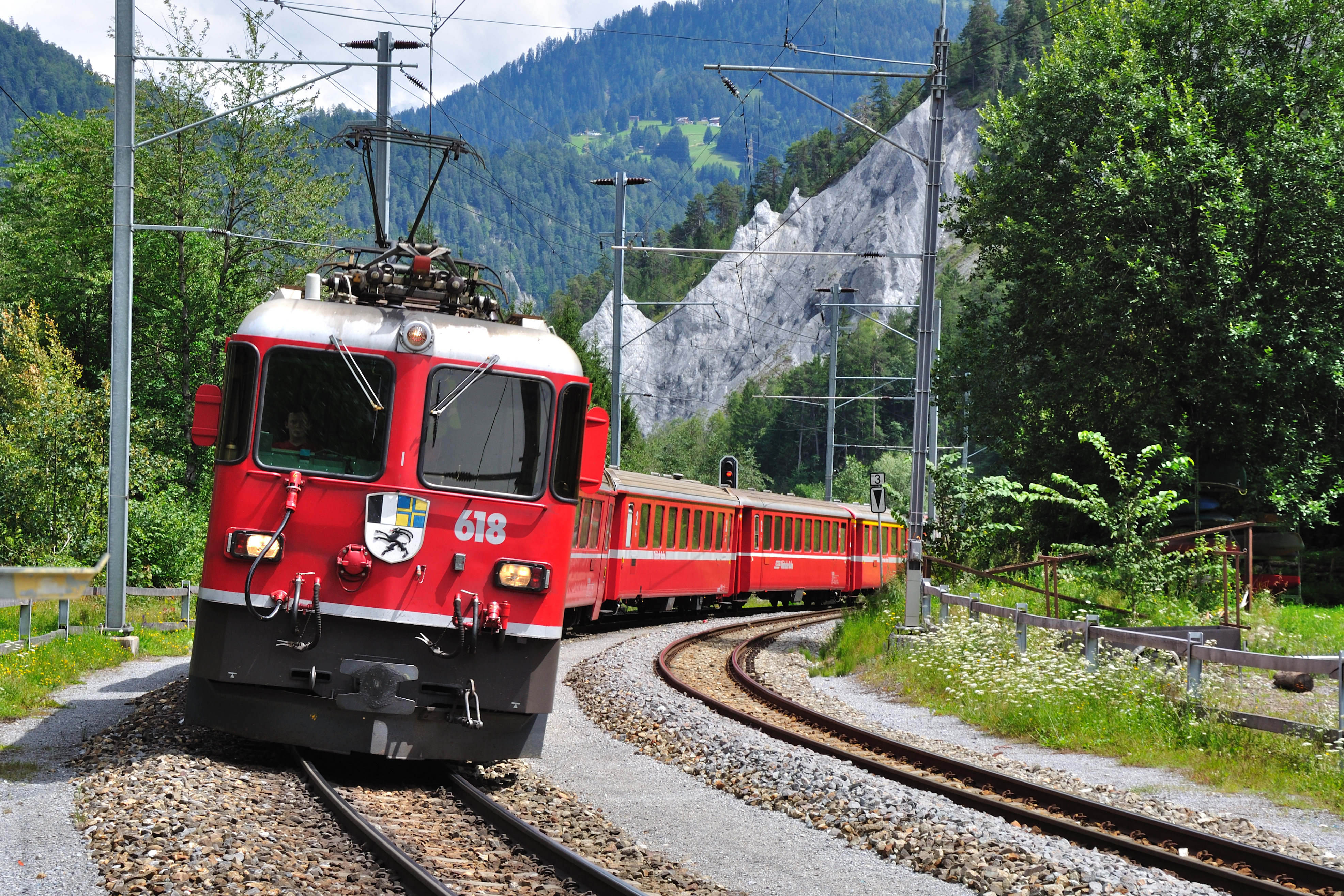
Osobní vlak ve stanici Versam-Safien

Trať začíná ve stanici Reichenau-Tamins. Za společně používaným ocelovým mostem přes řeku Zadní Rýn odbočuje z tratě Landquart–Thusis. Pak překračuje Přední Rýn a vede ke vstupu do Rýnské soutěsky u stanice Trin. Na rozdíl od souběžné silnice, která stoupá přes 500 výškových metrů do Flimsu a Laaxu, vede železniční trať níže v úzkém údolí Rýnské soutěsky zvané Ruinaulta. Na této části trati dominují umělé stavby nad jinak z velké části nedotčenou přírodou. Překonává rokli pomocí dvou tunelů a několika smyček a projíždí stanicemi Versam-Safien, Valendas-Sagogn a Castrisch. Poté trať vede přes nyní rovnější a širší údolí Předního Rýna do Ilanzu, kde se opět setkává se silnicí, a pokračuje se sklonem 16 promile do Trunu. Mezi Trunem a Ilanzem trať celkem třikrát překračuje Přední Rýn, projíždí dvěma tunely a prochází stanicemi Rueun, Waltensburg/Vuorz a Tavanasa-Breil/Brigels. Z Trunu vede trať po severním svahu údolí se sklonem 27 promile přes stanice Rabius-Surrein a Sumvitg-Cumpadials do Disentisu. Mezi Sumvitg-Cumpadials a Disentis se údolí zužuje a je strmější, proto je zde mnoho umělých staveb a mostů, jako například 106 metrů dlouhý viadukt Val Russein mezi Sumvitg-Cumpadials a Disentis.

## Současnost

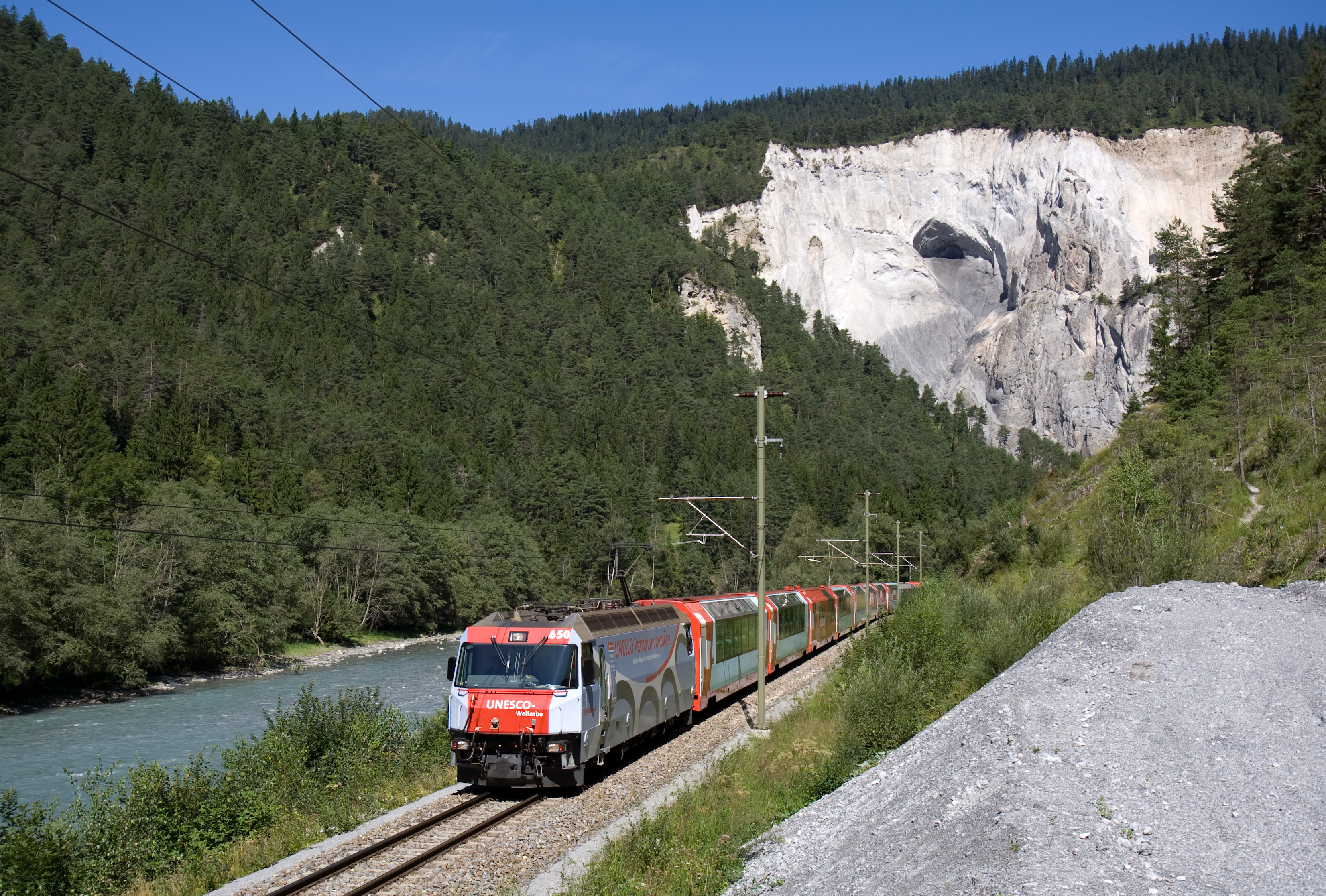
Glacier Express při jízdě soutěskou nedaleko stanice Versam-Safien

Na trati jsou v pravidelném hodinovém taktu provozovány osobní vlaky kategorie RE (RegioExpress), spojující Landquart a Chur s Disentisem. Většina souprav je vedena staršími elektrickými lokomotivami řady Ge 4/4II. Několikrát denně projíždí trať také slavný Glacier Express.
Nákladní dopravu zastupuje zejména obsluha stáčírny minerální vody Valser, nacházející se na okraji Ilanzu. Nákladní vlaky ji obsluhují i několikrát denně a přepravky s vodou odváží na velké překladiště ve stanici Untervaz-Trimmis, nedaleko Churu.